# Construcciones y Auxiliar de Ferrocarriles
Construcciones y Auxiliar de Ferrocarriles (CAF), S.A. é uma empresa situada em Beasain, País Basco, Espanha, dedicada a fabricação de equipamento ferroviário.
A empresa possui na Espanha, na Catalunha e no País Basco oito centros de produção e quatro de manutenção (Bilbao, Vigo, Barcelona e Sevilha), além de unidades de montagem/manutenção em Hortolândia, Sacramento (EUA), Cidade do México, Buenos Aires, Lisboa e Londres.
Em 19 de março de 2010, foi inaugurada a primeira fábrica no Brasil, no município de Hortolândia em São Paulo.